# رالف نوسک
رالف نوسک (انگلیسی: Ralph Nossek؛ ‏ اوت ۱۹۲۳ – ۵ دسامبر ۲۰۱۱) بازیگر اهل انگلستان بود.
از فیلم‌ها یا مجموعه‌های تلویزیونی که وی در آن‌ها نقش داشته‌است، می‌توان به باری دیگر برایدزهد، پوآرو، آلفرد بزرگ، برزیل، رنگین‌کمان، جین ایر، مأمور مخفی، بینوایان، زندگی من در ویرانه‌ها و خانم هندرسون تقدیم می‌کند اشاره نمود.